# Apache OpenOffice Calc
Apache OpenOffice Calc, in precedenza OpenOffice.org Calc, è un software libero per l'elaborazione di fogli elettronici; fa parte della suite Apache OpenOffice.
Calc è simile a Microsoft Excel, tanto da essere in grado di aprire e salvare fogli di calcolo nel formato di Microsoft Excel.
Come l'intera suite OpenOffice, Calc può essere usato su una grande varietà di piattaforme, comprese macOS, Microsoft Windows, Linux, FreeBSD e Solaris.
È stata diffusa nel Maggio 2012 la nuova versione 3.4 del software. Fra le novità:
- supporto al formato Scalable Vector Graphics (SCV) versione 1.1;
- introduzione del formato ODF 1.2 con la cifratura dei documenti e password in algoritmo AES256, e opzione per gli altri algoritmi indicati dalle specifiche del W3C;
- numero illimitato di campi nella finestra di dialogo per le tabelle pivot: superato il limite di 8 campi per le aree riga, colonna e dati nelle tabelle pivot; e di 10 campi per l'area filtri;
- introdotti i grafici 3D, possibilità delle trasformazioni geometriche (traslazione e rotazione), inserimento stile linea e sfondo, ombre, testo, legenda, valori minimi e massimi e unità di scala, testo.